# Усть-Чёрная (Пермский край)
Усть-Чёрная (коми-перм. Усь Сьӧдъю) — посёлок в Гайнском районе Пермского края. Административный центр Усть-Черновского сельского поселения.

## Описание
Расположен на правых берегах рек Весляна и Чёрная в месте их слияния. Находится в 94 км к западу от посёлка Гайны (130 км по автодороге), в 198 км к северо-западу от Кудымкара и в 345 км от Перми.
Относится к местностям, приравненным к территориям Крайнего Севера.
Через посёлок проходит автодорога Сыктывкар — Кудымкар.
| 2010 | 2021  |
| ---- | ----- |
| 1078 | ↘1022 |

## История
По данным на 1 июля 1963 года, в посёлке проживало 1389 человек. Населённый пункт входил в состав Усть-Черновского сельсовета.
Известные люди: в посёлке родилась поэтесса Хабибдиярова Нафиса Мавлавиевна (1956—2016), член Союза писателей Башкортстана.